# سوسک میوه
سوسک‌های میوه (نام علمی: Byturidae) نام یک تیره از بالاخانواده پوسته‌نشین‌واران است.